# Trachysphyrus
Trachysphyrus är ett släkte av steklar. Trachysphyrus ingår i familjen brokparasitsteklar.

## Dottertaxa tillTrachysphyrus, i alfabetisk ordning[1]
- Trachysphyrus aegla
- Trachysphyrus agalma
- Trachysphyrus agenor
- Trachysphyrus aglaus
- Trachysphyrus carrascoi
- Trachysphyrus chacorum
- Trachysphyrus chalybaeus
- Trachysphyrus cordobae
- Trachysphyrus davisi
- Trachysphyrus desantis
- Trachysphyrus escomeli
- Trachysphyrus florezi
- Trachysphyrus garciaferreri
- Trachysphyrus gayi
- Trachysphyrus imperator
- Trachysphyrus imperialis
- Trachysphyrus irinus
- Trachysphyrus liparus
- Trachysphyrus lispus
- Trachysphyrus melanoscelis
- Trachysphyrus metallicus
- Trachysphyrus ornatipes
- Trachysphyrus pammegas
- Trachysphyrus penai
- Trachysphyrus pilicollis
- Trachysphyrus poecileimon
- Trachysphyrus praeclarus
- Trachysphyrus rhysaulax
- Trachysphyrus townesi
- Trachysphyrus tucuman
- Trachysphyrus venustus
- Trachysphyrus xanthomerus
- Trachysphyrus xiphidium